# Zwischensicherung

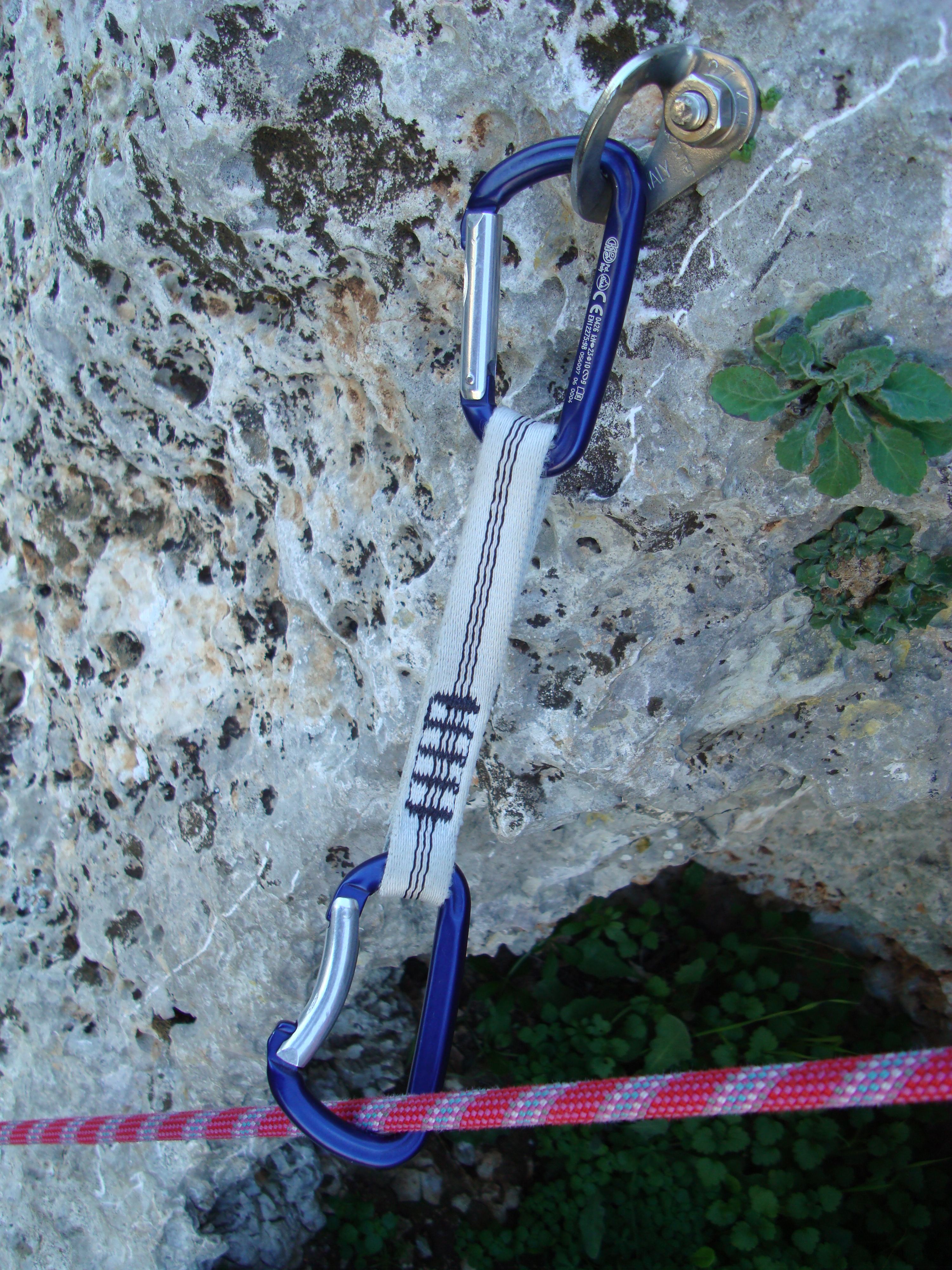
Mit Expressset eingehängte Zwischensicherung

Die Zwischensicherung ist ein Element der Sicherungskette beim Klettern. Der voraus kletternde Kletterer (Vorsteiger) hängt das Seil in eine Zwischensicherung ein, um die Sturzhöhe zu verringern. Aber auch für den Nachsteiger sind Zwischensicherungen oft vorteilhaft, insbesondere bei Quergängen.
Zwischensicherungen werden sowohl beim Klettern an künstlichen Kletterwänden, im Fels als auch bei steilen Stellen im Eis verwendet. Für Zwischensicherungen werden dauerhafte Fixpunkte wie Bohrhaken verwendet, aber auch alle Arten von Fixpunkten, die vom Vorsteiger während des Kletterns oder Steigens mit mobilen Sicherungsmitteln eingerichtet werden können, beispielsweise Klemmkeile, Klemmgeräte oder Eisschrauben.

## Technik
Bei der Zwischensicherung wird die Verbindung zwischen Seil und Fixpunkt mit einem Expressset hergestellt. 
Eine direkte Verbindung des Seils mit dem Fixpunkts mittels eines Karabiners ist nachteilig, da sich der Karabiner im Falle eines Sturzes aushängen, im Haken verklemmen und abscheren oder quer belastet werden könnte, wofür er nicht gebaut ist. 

## Sturzhöhe und Kräfte
Die Sturzhöhe beträgt ideal den doppelten senkrechten Abstand des Kletternden (Anseilknoten) zur Zwischensicherung.
Dazu kommt in der Praxis zusätzlich die Länge, die durch die Seildehnung entsteht (bei üblichen Sportkletterstürzen ca. 17 Prozent), plus die Länge, die durch Unachtsamkeit des sichernden Partners  entsteht (Unterschied zwischen direkter Seilführung und aktuellem Seildurchhang, Schrecksekunde) sowie durch Seildurchlauf durch das Sicherungsgerät, Hochrutschen und Dehnung des Anseilgurtes, Nachgeben oder Hochgezogenwerden des Sicherungspartners. Real kann die Sturzhöhe eines Sportklettersturzes durchaus das Vier- bis Fünffache des Sturzpotentials (senkrechter Abstand des Anseilknotens zur Umlenkung an der letzten Zwischensicherung) betragen.
Beim Sturz entstehen hohe Kräfte, die mit dem Abstand von der Zwischensicherung deutlich zunehmen. Entscheidend für den Kletterer ist, dass die Zwischensicherung sicher hält, sowie ein möglichst geringer Fangstoß. Die Kräfte an der Zwischensicherung sind wesentlich höher als der Fangstoß. Sie sind abhängig vom Sturzfaktor, also dem Verhältnis zwischen ausgegebener Seillänge und Sturzhöhe, und davon, ob der Sturz hart oder weich gesichert wird.
Nach UIAA-Norm sollen Zwischensicherungen in Sturzrichtung einer Kraft von 10 kN widerstehen können. Dies ist jedoch besonders beim alpinen Klettern nicht immer gewährleistet. Beeinträchtigungen können z. B. die Festigkeit der Umgebung des Fixpunktes sowie die maximale Haltekraft des Sicherungsmittels darstellen.